# جان مراد
جان مراد هي دبلوماسية لبنانية خدمت في البلدان التالية صربيا، جنيف، فيينا كقنصل للبنان في هذه الدول.

## النشأة والمسيرة
ولدت جان مراد في بيروت ودرست في مدرسة راهبات القلبين الأقدسين- كفرحباب وحصلت على إجازة في الحقوق وأستاذية في القانون الدولي الخاص من جامعة القديس يوسف في الأشرفية. مارست العمل الدبلوماسي منذ 2001